# El Romeral (Granada)
El Romeral es una localidad y pedanía española perteneciente al municipio de Gualchos, en la provincia de Granada. Está situada en la parte central de la comarca de la Costa Granadina. A tan solo un kilómetro del mar Mediterráneo, cerca de esta localidad se encuentran los núcleos de Castell de Ferro y Calahonda.

## Demografía
Según el Instituto Nacional de Estadística de España, en el año 2019 El Romeral contaba con 1.617 habitantes censados, lo que representa el 31,14% de la población total del municipio.

### Evolución de la población
| Gráfica de evolución demográfica de El Romeral entre 2009 y 2019 |
|                                                                  |
| Datos según el nomenclátor publicado por el INE.                 |

## Comunicaciones

### Carreteras
Las principales vías de comunicación que transcurren por esta localidad son:
| Identificador | Denominación                 | Itinerario                |
| ------------- | ---------------------------- | ------------------------- |
| A-7           | Autovía del Mediterráneo     | Algeciras - Barcelona     |
| N-340         | Carretera del Mediterráneo   | Cádiz - Barcelona         |
| GR-5209       | De Motril a Castell de Ferro | Motril - Castell de Ferro |

Algunas distancias entre El Romeral y otras ciudades:
| Ciudades         | Distancia (km) |
| ---------------- | -------------- |
| Castell de Ferro | 1              |
| Motril           | 23             |
| Granada          | 82             |

## Cultura

### Fiestas
El Romeral celebra cada verano sus fiestas patronales junto al vecino pueblo de Castell de Ferro. Cabe destacar la gran paellada —característica del Levante peninsular— que se hace para todos los vecinos y visitantes.